# Germán Pinillos
Germán Ernesto Pinillos Rioja, né le 6 avril 1972 à Callao au Pérou, est un joueur de football international péruvien qui évoluait au poste de milieu de terrain, avant de devenir entraîneur.

## Biographie

### Carrière de joueur

#### Carrière en sélection
Avec l'équipe du Pérou, Germán Pinillos joue 14 matchs (pour deux buts inscrits) entre 1992 et 2000. Il figure dans le groupe des sélectionnés lors de la Copa América de 1995. Il participe également à la Gold Cup de 2000, où son équipe atteint les demi-finales (éliminée par la Colombie).
Buts en sélection
| Buts en sélection de Germán Pinillos | Buts en sélection de Germán Pinillos | Buts en sélection de Germán Pinillos | Buts en sélection de Germán Pinillos | Buts en sélection de Germán Pinillos | Buts en sélection de Germán Pinillos | Buts en sélection de Germán Pinillos |
|                                      | Date                                 | Lieu                                 | Adversaire                           | Score                                | Résultat                             | Compétition                          |
| ------------------------------------ | ------------------------------------ | ------------------------------------ | ------------------------------------ | ------------------------------------ | ------------------------------------ | ------------------------------------ |
| 1.                                   | 1er juillet 1995                     | Lima (Pérou)                         | Bolivie                              | 2-1                                  | 4-1                                  | Amical                               |
| 2.                                   | 11 février 1996                      | Lima (Pérou)                         | Bolivie                              | 1-2                                  | 1-3                                  | Amical                               |

### Carrière d'entraîneur
Germán Pinillos fait ses débuts sur le banc du Cobresol FBC de Moquegua lors du championnat du Pérou 2012. Deux ans plus tard, on le retrouve à la tête de l'Alfonso Ugarte de Puno, en 2e division, suivi du Sport Victoria d'Ica en 2015.

## Palmarès(joueur)
Sporting Cristal
- Championnat du Pérou (3) :
  - Champion : 1994, 1995 et 1996.